# فلوريان فيليبو
فلوريان فيليبو (بالفرنسية: Florian Philippot)‏ (
تنطق بالفرنسية: [Florian Philippot]
، مواليد 24 نشرين الثاني/ أكتوبر 1981) هو سياسي فرنسي، مؤسس حزب وطنيون.
يدعي الديغولية والسيادة، دعم جان بيير تشيفينيمنت في انتخابات 2002 الرئاسية، ثم انضم إلى الجبهة الوطنية في عام 2011. أصبح مستشارًا مؤثرًا في محيط مارين لوبن، التي عينته مديرًا استراتيجيًا لحملته الرئاسية لعام 2012، ثم نائب رئيس الجبهة الوطنية والمسؤول عن الاستراتيجية والاتصالات. بعد وقت قصير من وصوله أصبح شخصية الحزب الأكثر حضورا في وسائل الإعلام.
بعد هزيمته في الانتخابات التشريعية لعام 2012 والانتخابات البلدية لعام 2014 في فورباخ، تم انتخابه عضوًا في البرلمان الأوروبي في الانتخابات الأوروبية 2014 والمستشار الإقليمي للمؤسسة الكبرى بعد الانتخابات الإقليمية لعام 2015. فشل مرة أخرى لدخول الجمعية الوطنية في حين أن الجبهة الوطنية حصلت على ثمانية نواب فقط.

## حياته العائلية
فلوريان فيليبو هو ابن لمعلمه اسمها ماريون دوندين، ومدير مدرسة ابتدائية عامة اسمه دانييل فيليبوت (صوت الزوجان لفرنسوا ميتران في الانتخابات الرئاسية عام 1981 قبل الاقتراب من اليمين في السنوات التالية)؛ تم تعيين الأخير مديرا لقسم هيئة التدريس «راسين» في نور-با-دو-كاليه-بيكاردي من قبل مارين لوبان في أكتوبر 2015، وانتخب مستشارا إقليميا لهذه المنطقة في ديسمبر 2015.
جدته هي من أصل بولندي.

## دراساته الأكاديمية
في عام 2001، انضم إلى المدرسة العليا للتجارة (فرنسا) (HEC)، والتي تخرج منها في عام 2005. أطروحته النهائية كانت: النموذج الفيدرالي البلجيكي وأثر انفجار محتمل في بلجيكا عن مستقبل الاتحاد الأوروبي، حيث طرح وجهات نظر مختلفة لمستقبل بلجيكا.
خلال دراسته في HEC، أكمل فترة تدريب في شركة استطلاعات سياسية، حيث شغل بعد ذلك منصباً. وعمل أيضًا في شركات توزيع.
مر في مسابقة مدينة بو للعلوم لكنه فشل. وفي وقت لاحق عمل سنة تحضيري في جامعة باريس-دوفين لمسابقة الدخول لـ المدرسة الوطنية للإدارة (ENA)، نجح فيها وانضم إلى دفعة فيلي براندت في عام 2007.

## عمله السياسي
أسس فيليبوحزب وطنيون في عام 2017.

## موقفه العدائي للإسلام
يعرف فلوريان برفضه لفكرة وجود الإسلام أو المسلمين بفرنسا.